# 电子工业联盟
电子工业联盟（Electronic Industries Alliance，EIA）是美国电子产品制造商的一个产业组织。EIA由美国国家标准協会授权编写电子器件、消费电子产品、电信和互联网安全等方面的标准。
由EIA编写的著名标准包括用于视频信号的RS-170和串行通讯的RS-232、EIA-422、RS-449、EIA-485等。

## 歷史
1924 年，芝加哥的 50 家無線電製造商組成了一個貿易集團，稱為聯合無線電製造商。該組織旨在控制大量無線電專利的許可，以便每個成員都可以獲得製造無線電發射器、天線和接收器所需的所有相關專利。隨著時間的推移，新的電子技術帶來了新成員、非製造商成員和名稱變化。
姓名按時間順序排列：
- 1924 – 聯合無線電製造商

- 1924 – 無線電製造商協會 (RMA)[1]

- 1950 – 無線電電視製造商協會 (RTMA)

- 1953 – 無線電電子電視製造商協會 (RETMA)

- 1957 – 電子工業協會 (EIA)

- 1997 – 電子工業聯盟 (EIA)

該組織的總部位於弗吉尼亞州的阿靈頓。 EIA 將其活動分為以下幾個部門：
- ECA – 電子元件、組件、設備和用品協會

- JEDEC – JEDEC 固態技術協會，前聯合電子器件工程委員會

- GEIA –（現為 TechAmerica 的一部分），政府電子和信息技術協會

- TIA – 電信行業協會

- CEA——消費電子協會

EIA於2007年宣布將解散到其組成部門，並在不久之後轉移業務。該聯盟於2011年2月11日正式停止存在。EIA指定ECA繼續根據ANSI指定的EIA標準制定互連、無源和機電(IP&E)電子元件標準。所有其他電子元件標準將由各自的部門管理。
ECA於2011年與美國電子分銷商協會 (NEDA) 合併，組成電子元件行業協會 (ECIA)。然而，EIA標準品牌將繼續用於ECIA內的IP&E標準。

## 環評標準
隨著EIA名稱的變化，標準的命名約定也進行了調整。 例如，定義計算機和調製解調器之間的串行通信的標準，例如最初是作為推薦標準起草的，因此是“RS”RS-232。 後來它被EIA接管為EIA-232。 後來該標準由TIA管理，名稱改為當前的TIA-232。 由於EIA已獲得ANSI的認可，可幫助制定其領域的標準，因此這些標准通常被描述為（例如ANSI TIA-232，或以前稱為ANSI EIA/TIA-232）。 按照目前的授權，ANSI EIA-xxx指定的任何ANSI標準均由ECA（以及未來的ECIA）開發或管理。

## 外部連結
- EIA官方網址

1. 1 2  . web.archive.org. 2019-11-14  [2022-05-12]. 原始内容存档于2019-11-14.
2. ↑  McGhee, Joseph. . Handbook of Measuring System Design (Chichester, UK: John Wiley & Sons, Ltd). 2005-07-15.